# 弗賴伊島 (緬因州)
弗賴伊島（英語：Frye Island）是一個位於美國緬因州坎伯蘭縣的市鎮。

## 人口
根據2020年美國人口普查的數據，弗賴伊島的面積為4.14平方千米，當中陸地面積為3.47平方千米，而水域面積為0.67平方千米。當地共有人口32人，而人口密度為每平方千米8人。